# Wenzel Jørgensen
Wenzel Jørgensen (* 18. Juli 1918 in Amager; † unbekannt) war ein dänischer Radrennfahrer und nationaler Meister im Radsport.

## Sportliche Laufbahn
Jørgensen gewann die nationale Meisterschaft im Straßenrennen der Amateure 1939 vor Børge Saxil Nielsen. 1941 und 1942 wurde er Vizemeister. Den dritten Rang im Meisterschaftsrennen belegte er 1940 und 1943. Bei den Meisterschaften der Nordischen Länder 1939 wurde er beim Sieg von Rudolf Rasmussen Dritter im Straßenrennen.
Er startete von 1953 bis 1956 als Berufsfahrer. Bei den Straßenradsport-Weltmeisterschaften 1956 vertrat er Dänemark im Profirennen.